# David Pegg
David Pegg (20. september 1935 – 6. februar 1958) var en engelsk fodboldspiller og som var en af de otte Manchester United-spillere, som døde i München-ulykken.  
Han er født i Highfield, tæt på Doncaster, et af tre børn og født af minearbejderen William Pegg og hans kone Jessie. Hans far var også fodboldspiller, hvor han vandt flere titler med lokale hold.
Han fik debut på førsteholdet mod Middlesbrough d. 6 december 1952, i en alder af 17 år. 